# Ваља Бечулуј (Вранча)
Ваља Бечулуј (рум. Valea Beciului) насеље је у Румунији у округу Вранча у општини Слобозија Брадулуј. Oпштина се налази на надморској висини од 211 m.

## Становништво
Према подацима из 2002. године у насељу је живело 270 становника.

### Попис2002.
| Расподела становништва по националности 2002.‍ | Расподела становништва по националности 2002.‍ | Расподела становништва по националности 2002.‍ | Расподела становништва по националности 2002.‍ | Расподела становништва по националности 2002.‍ |
| --------------------------------------------- | --------------------------------------------- | --------------------------------------------- | --------------------------------------------- | --------------------------------------------- |
|                                               |                                               |                                               |                                               |                                               |
| Румуни                                        | Румуни                                        |                                               | 80                                            | 29,6%                                         |
| Роми                                          | Роми                                          |                                               | 190                                           | 70,4%                                         |